# Battaglia di Mabila
Mabila (nota anche come Mavila, Mavilla, Maubila o Mauvilla nelle traduzioni spagnole o francesi) era una piccola città fortificata governata, nel 1540, dal capo supremo Tuscalusa e situata in quello che oggi è l'Alabama centrale. La sua esatta ubicazione è stata da sempre oggetto di dibattito: la versione oggi comunemente accettata è che si trovasse a sud-ovest dell'attuale città di Selma.
Nel 1540 il capo Tuscalusa fece in modo che a Mabila si nascondessero più di 2500 guerrieri indigeni, pronti ad attaccare un numeroso gruppo di stranieri che avevano invaso il territorio dove sorgeva la cultura del Mississippi: l'esploratore spagnolo Hernando de Soto e i suoi uomini.

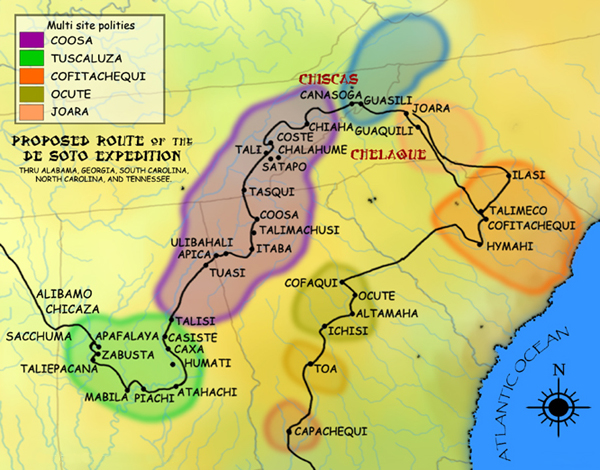
Mabila (in basso a sinistra, all'interno del cerchio verde) in questa mappa che mostra l'itinerario della spedizione di de Soto attraverso gli attuali Georgia, Carolina del Sud, Carolina del Nord, Tennessee, Alabama, Mississippi e Arkansas.

Quando Hernando de Soto incontrò per la prima volta Tuscalusa nel suo villaggio natale e gli chiese dei rifornimenti, Tuscalusa gli consigliò di recarsi in un'altra delle sue città, nota come Mabila, dove avrebbero trovato ciò che cercavano. Un messaggero indigeno venne inviato a Mabila. Quando Tuscalusa arrivò a Mabila con il primo gruppo di spagnoli, il capo chiese agli spagnoli di lasciare l'insediamento e la regione. Scoppiò una rissa tra un soldato e un indigeno e molti guerrieri che fino ad allora erano rimasti nascosti nelle case iniziarono a bersagliare di frecce gli spagnoli. Gli spagnoli fuggirono, lasciando i loro averi all'interno della fortezza. L'intero conflitto che ne derivò è divenuto noto come «battaglia di Mabila». Muniti di armi da fuoco, gli spagnoli alla fine incendiarono il villaggio e uccisero la maggior parte dei guerrieri.

## La città fortificata
Il villaggio fortificato di Mabila, uno dei tanti incontrati dagli spagnoli nella loro esplorazione, era racchiuso da uno spesso muro stuccato, alto 5 metri. Era costituito da larghi tronchi d'albero legati con fascine intrecciate e rivestito da uno stucco fatto di fango e paglia, tanto che all'aspetto sembrava essere una struttura fatta in muratura. La fortificazione era difesa da guerrieri muskogee che scagliavano frecce o lanciavano pietre.
Basandosi sulle fonti precedenti, Garcilaso de la Vega descrisse la città di Mabila come:
... posta in una pianura molto bella e dotata di un recinto alto tre estados [circa 5 m], che era fatto con tronchi spessi come buoi. Essi erano conficcati nel terreno così vicini che si toccavano l'un l'altro. Altre travi, più lunghe e non molto spesse, erano poste trasversalmente all'esterno e all'interno e fissate con canne spezzate e corde robuste. In cima erano ricoperti da una grande quantità di fango mischiato a lunghi fili di paglia, la cui miscela riempiva tutte le fessure e gli spazi aperti tra i tronchi e le loro legature, in modo tale da sembrare davvero un muro terminato dalla cazzuola di un muratore. A intervalli di cinquanta passi intorno a questo recinto, c'erano torri in grado di contenere sette o otto uomini che potevano combattere al loro interno. La parte inferiore del recinto, all'altezza di un estado [circa 1,60 m], era piano di feritoie per scagliare frecce a chi fosse all'esterno. Il pueblo aveva solo due ingressi, uno a est e l'altro a ovest. Al centro del pueblo, c'era una piazza spaziosa intorno alla quale si trovavano le case più grandi e più importanti.

## La battaglia di Mabila
La spedizione di de Soto subì le maggiori perdite durante la battaglia di Mabila, ma i Mississippiani subirono perdite ancora più gravi. De Soto aveva richiesto provviste, portatori e donne al potente capo Tuscalusa, quando lo avevano incontrato nella sua città principale. Il capo disse che dovevano andare in un altro insediamento e li portò a Mabila.
Il 18 ottobre 1540 de Soto e i suoi uomini arrivarono a Mabila, un villaggio fortemente fortificato situato in una pianura. Era circondato da una palizzata di legno, con bastioni posizionati in modo che gli arcieri potessero tirare con i loro archi lunghi per coprire la ritirata dei guerrieri nel caso si fossero rifugiati all'interno. Giunti a Mabila, gli spagnoli si accorsero che qualcosa non andava. La popolazione della città era composta quasi esclusivamente da maschi - giovani guerrieri e uomini di alto rango. C'erano anche diverse donne, ma nemmeno un bambino. Gli spagnoli notarono anche che la palizzata era stata recentemente rinforzata e che tutti gli alberi, i cespugli e le erbacce all'esterno erano stati rimossi fino alla distanza di un tiro di balestra. Fuori dalla palizzata, videro un guerriero più anziano in un campo, che venne visto esortare i guerrieri più giovani e guidarli in schermaglie ed esercitazioni militari.
Quando gli spagnoli raggiunsero la città di Mabila, governata da uno dei vassalli di Tuscalusa, il capo chiese a de Soto di permettergli di rimanere lì. Quando de Soto si rifiutò, Tuscalusa lo avvertì di lasciare la città, quindi si ritirò in un'altra stanza e si rifiutò di parlare ulteriormente. A un capo di minor rango fu chiesto di intercedere, ma non volle farlo. Uno degli spagnoli, secondo Elvas, «lo afferrò per il mantello di pelli di martora che aveva addosso, glielo sfilò dalla testa e glielo mise in mano; dopo di che, quando tutti gli indiani cominciarono a sollevarsi, gli sferrò un colpo di sciabola, aprendogli la schiena, e loro, con forti urla, iniziarono a uscire dalle case, scaricando i loro archi».
Gli spagnoli riuscirono a malapena a fuggire dalla città ben fortificata. Gli indiani chiusero i cancelli e «battendo i loro tamburi, innalzarono bandiere, lanciando grandi grida». De Soto decise di attaccare la città, e nella battaglia che seguì, annota Elvas, «gli indiani combatterono con così grande spirito che, molte volte, respinsero la nostra gente dalla città. La lotta durò così a lungo che molti cattolici, stanchi e molto assetati, andarono a bere a una pozza lì vicino, tinta del sangue degli uccisi, e tornarono a combattere».
De Soto fece appiccare il fuoco alla città dai suoi uomini, poi, secondo il racconto di Elvas,
gli indiani cercarono di fuggire dal luogo, ma la cavalleria e la fanteria li respinsero dentro i cancelli, dove, perdendo la speranza di fuggire, combatterono valorosamente; i cattolici si gettarono in mezzo a loro con le sciabole e, sotto il peso dei loro colpi, molti, precipitandosi a capofitto nelle case in fiamme, furono soffocati e, ammucchiati l'uno sull'altro, morirono bruciati.

Quelli che morirono furono in tutto duemilacinquecento, più o meno; dei cattolici caddero in duecento [...] Dei vivi, centocinquanta cattolici avevano ricevuto settecento ferite [...]
Elvas annotò in seguito che nell'incendio morirono quattrocento maiali che gli spagnoli avevano portato con sé. Il conteggio esatto dei caduti non è noto, ma all'epoca gli spagnoli stimarono che tra gli indiani i morti erano tra 2500 e 3000. Questo numero renderebbe questa battaglia una delle più sanguinose mai combattute nella storia dell'America del Nord.